# Вестерштетен
Вестерштетен (њем. Westerstetten) општина је у њемачкој савезној држави Баден-Виртемберг. Једно је од 55 општинских средишта округа Алб-Донау-Крајс. Према процјени из 2010. у општини је живјело 2.182 становника. Посједује регионалну шифру (AGS) 8425135.

## Географски и демографски подаци
Вестерштетен се налази у савезној држави Баден-Виртемберг у округу Алб-Донау-Крајс. Општина се налази на надморској висини од 544 метра. Површина општине износи 13,1 km². У самом мјесту је, према процјени из 2010. године, живјело 2.182 становника. Просјечна густина становништва износи 167 становника/km².